# سنوسرت الثالث
سنوسرت الثالث (ح. 1878 ق.م.-1839 ق.م.) كان من خامس فراعنة الأسرة الثانية عشر. حكم من 1878 ق.م. حتى 1839 ق.م.، ويعتبر من أعظم فراعنة الدولة الوسطى. وسماه الإغريق سيزوستريس الثالث ويعتبر مصدراً لأسطورة سيزوستريس. والاسم ينطق كذلك: سنووسرت الثالث.
واصل سنوسرت الثالث توسع المملكة المصرية الوسطى في النوبة (من 1866 ق.م. حتى 1863 ق.م.) حيث أقام قلاع نهرية ضخمة منها بوهن وتوشكى عند اورونارتي ووصل حتى الشلال الثالث. هناك مسلة تذكر إنجازاته الحربية في النوبة وفلسطين. كما بنى قلعة في مدينة بيبلوس الفينيقية وبنى قلعتي سمنة وقمنة ما وراء الجندل الثاني لحماية مصر الجنوبية والغربية.
مورجان، في 1894، أفاد بوجود كتابات محفورة بالصخر الجرانيتي في جزيرة سهل (قرب أسوان)، تدون حفر قناة سيزوستريس، وقد أنشأ معبداً ومدينة في أبيدوس، ومعبد آخر في مدامود.
هرم سنوسرت الثالث في منطقة دهشور مركز البدرشين محافظة الجيزة

## إشراكه إبنه في الحكم
وفي آخر أيام حكمه الذي استمر ثمانية وثلاثين عامًا؛ أشرك سنوسرت الثالث ابنه أمنمحات الثالث في حكم البلاد، متبعًا في ذلك العادة ويظهر أن مدة اشتراك ابنه في الحكم كانت قصيرة.

## أعماله

### أول قناة مائية

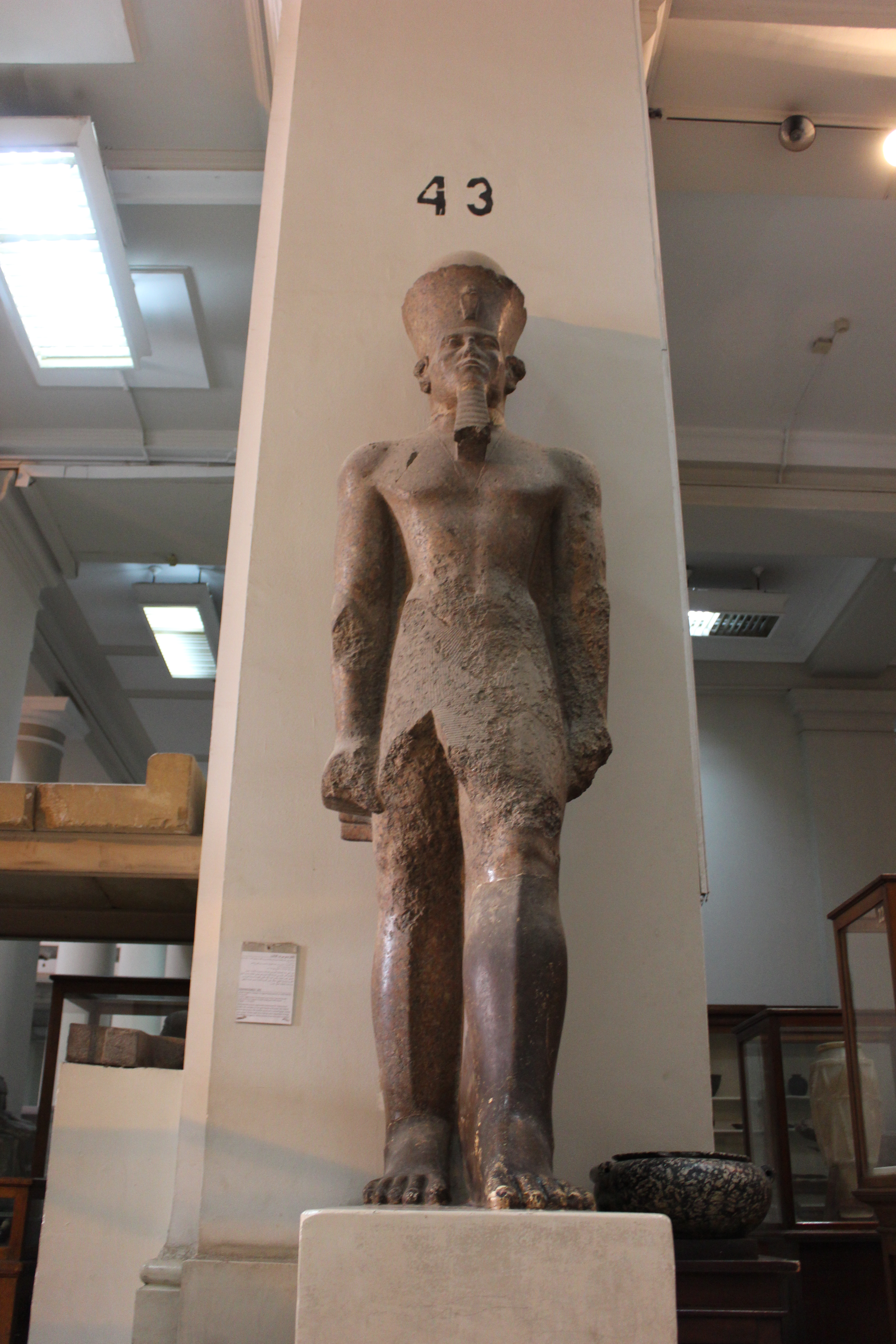
الملك سنوسرت الثالث بالمتحف المصري.

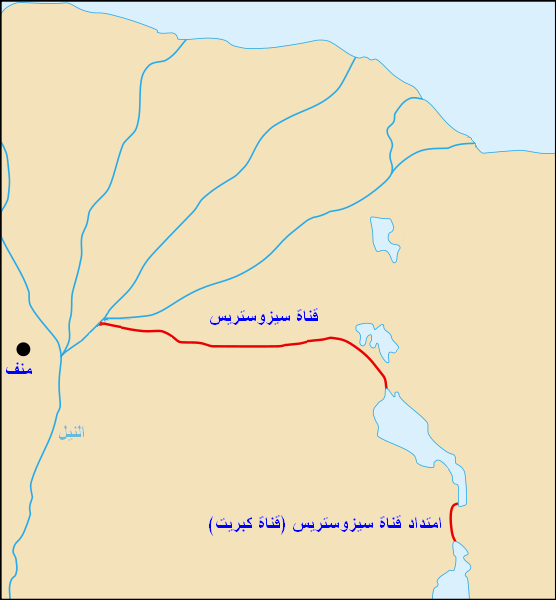
قناة سيزوستريسانشأ

خطط سنوسرت الثالث لإنشاء أول قناة مائية تربط ما بين البحر الأحمر والمتوسط عن طريق النيل سميت هذه القناة قناة سيزوستريس (التسمية الأغريقية لسنوسرت) وانشأ امتدادها واسماها قناة (كبريت)، ادت هذه القناة إلى ازدياد حركة التجارة مع مصر وبلاد بونت وبين مصر وجزر البحر المتوسط (كريت وقبرص).وهذه القناة ساهمت على تقدم الزراعة في مصر أثناء حكم الدولة الوسطى.

### الحملات علي النوبيين
قام بأربع حملات على الأقل علي النوبيين في سنواته 8 و 10 و 16 و 19. توثق لوحته في السنة الثامنة في سمن انتصاراته ضد النوبيين، والتي يعتقد أنه من خلالها آمن الحدود الجنوبية، ومنع المزيد من التوغلات في مصر. لوحة كبيرة أخرى سميت لوحة الحدود الخالدة في السنة السادسة عشرة في الشهر الثالث من الفصل الثاني من حكم سنوسرت الثالث يقول فيها:
| سنوسرت الثالث         | لقد جعلت تخوم بلادي أبعد مما وصل إليه أجدادي، ولقد زِدت في مساحة بلادي على ما ورثته، وإني ملك يقول وينفذ، وما يختلج في صدري تفعله يدي، وإني طموح إلى السيطرة، وقوي لأحرز الفوز، ولست بالرجل الذي يرضي لبه بالتقاعس عندما يعتدَى عليه، أهاجم من يهاجمني حسب ما تقتضيه الأحوال، وإن الرجل الذي يركن إلى الدعة بعد الهجوم عليه يقوِّي قلب العدوِّ، والشجاعة هي مضاء العزيمة، والجبن هو التخاذل، وإن من يرتد وهو على الحدود جبان حقٍّا، ولما كان الأسود يحكم بكلمة تخرج من الفم، فإن الجواب الحاسم يردعه، وعندما يكون الإنسان ماضي العزيمة في وجهه الأسود فإنه يولي مدبرًا؛ أما إذا تخاذل أمامه فإنه يأخذ في مهاجمته. | سنوسرت الثالث |
| — لوحة الحدود الخالدة | |               |

كانت حملته الأخيره في عامه التاسع عشر، أقل نجاحًا لأن قوات الملك تأثرت بإنخفاض منسوب النيل وكان عليهم أن يتراجعوا عن حملتهم ليتجنبوا الوقوع في فخوخ النوبيين.

## وفاته
بعد ثمانية وثلاثين عامًا من حكم مصر توفي سنوسرت الثالث وأعقبه أبنه أمنمحات الثالث فرعوناً لمصر.
وقد عثر بين أوراق كاهون علي القصيدة التي كُتبت تخليدًا لذكره وتقول :
| سنوسرت الثالث                                  | ما أعظم سيد مدينته! فهو سد حاجز للنهر ليمنع الفيضان ما أعظم سيد مدينته! فهو حجرة رطبة توحي النوم لكل الناس حتى مطلع الفجر ما أعظم سيد مدينته! فهو مأوى لا ترتعد يده ما أعظم سيد مدينته! فهو محراب ينجي الخائف من عدوِّه ما أعظم سيد مدينته! فهو ظل ظليل منعش في الصيف ما أعظم سيد مدينته! فهو ركن دافئ وجاف في وقت الشتاء ما أعظم سيد مدينته! فهو تل يحمي من الزوبعة عندما تكون السماء ثائرة | سنوسرت الثالث |
| — الأنشودة الثالثة من قصيدة رثاء سنوسرت الثالث | |               |

## بردية رايند
بردية رايند، برلين، يعتقد أنها كُتبت في عهد أمنمحات الثالث. وحسب تلك البردية يعتقد أن سنوسرت الثالث قد حكم لمدة 39 سنة، آخر عشرين سنة منهم كان أمنمحات الثالث مشتركاً معه في الحكم.